# Pierre Cambronne

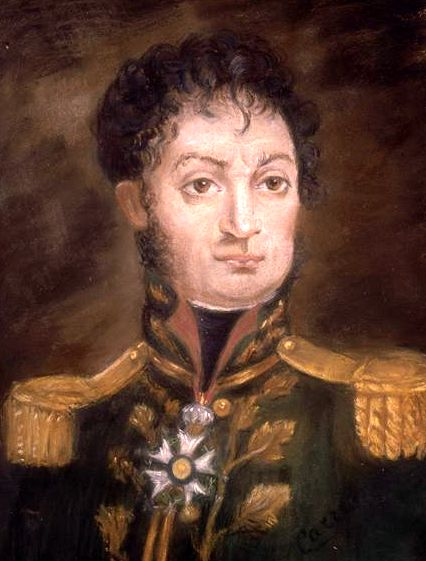
Pierre Cambronne.

Pierre Jacques Étienne Cambronne, född 26 december 1770 i Nantes, död där 29 januari 1842, var en fransk greve och militär.
Cambronne var först köpman, men deltog från 1793 i revolutionskrigen och blev snart berömd för sin stora tapperhet, som även väckte Napoleon I:s uppmärksamhet. Efter slaget vid Jena blev Cambronne överste 1812 för ett regemente av gardet. Vid Hanau 1813 och i fälttåget 1814 utmärkte sig Cambronne i hög grad och blev generalmajor. Han följde därpå Napoleon till Elba och förde på marschen mot Paris 1815 avantgardet. 
Han upphöjdes nu till generallöjtnant, greve och pär av Frankrike. I slaget vid Waterloo försökte Cambronne med spillrorna av gardet täcka återtåget och tillbakavisade med förakt, men ej med de honom tillskrivna orden: "Gardet dör men ger sig icke" (La Garde meurt mais ne se rend pas) uppmaningarna att ge sig. Svårt sårad föll Cambronne dock i brittisk fångenskap, och ställdes sedan inför krigsrätt, men frikändes. Han spelade därefter inte någon viktigare historisk roll.